# Wolfram Brockmeier
Wolfram Brockmeier (* 31. März 1903 in Cossebaude; † 2. oder 3. Mai 1945 in Gellberg im Westhavelland) war ein deutscher nationalsozialistischer Lyriker, Mitglied der Reichsjugendführung und seit 1935 Leiter der Fachschaft Lyrik der Reichsschrifttumskammer.

## Leben
Brockmeier war zunächst als Hilfslehrer tätig. Im Alter von 27 Jahren publizierte er 1930 den Gedichtband Sturm und Beschwörung.
Nach der „Machtergreifung“ der Nationalsozialisten war er seit 1934 Mitglied der Reichsjugendführung. 1934 wurde er mit dem Leipziger Dichterpreis ausgezeichnet.
Teile aus seinem Gedichtband Ewiges Deutschland, der 1934 erschien, wurden noch im selben Jahr von Hugo Distler als Thingspiel-Kantate für Sprech-, Gesangs- und Tanzchöre vertont und am 25. Mai 1934 zum „Thing“ des Mecklenburgischen Gemeindetags im Lübecker Stadttheater uraufgeführt. Unter Einbeziehung des Reichsstatthalters Friedrich Karl Heinrich August Hildebrandt, der örtlichen Parteiprominenz und bei Anwesenheit des Textgebers Brockmeier fand diese Uraufführung im Theater statt. Sie wurde vom Rundfunk gesendet. Für Soloparts hatte man die besten Kräfte ausgewählt. Das Dirigat lag bei Heinz Dressel, auf den 350 Mitwirkende blickten. Der Kirchenmusiker Hugo Distler, in das NS-Regime verstrickt, glaubte, dass die geistliche Musik ganz nah bei der zeitgenössischen Musik stehe – mit ihrer staatserzieherischen Zielsetzung. Textbeispiel: „Es halte der Enkel im Herzen die Taten, die einstmals von Ahnen zum Heil ihm geschahn.“ Aus demselben Gedichtband Brockmeiers stammen auch die Weiheverse Der Führer spricht im Funk, worin es unter anderem hieß: „Sie saßen und lauschten beklommen,  / Als längst schon die Stimme entschwebt, / Weckruf war hergekommen, / Und sie standen, vom Glück benommen, / Und wußten, daß Deutschland lebt.“
Im selben Jahr schrieb Brockmeier das chorische Spiel Volk und Führer und die Auftragsarbeit Bekenntnis zur Jugend, die 1935 beim Reichsparteitag aufgeführt wurde. Seit 1935 war er Leiter der Abteilung Lyrik der Reichsschrifttumskammer.
Zum Tag der Machtergreifung schrieb Brockmeier 1937 ein Bekenntnislied unter dem Titel Volk ist die Kette, zwei Jahre später ein „Fahnenlied“ Flatternd schlagen unsre Fahnen über unserm weiten Schritt und 1940 das Bekenntnislied Uns hat ein Laut berührt, alle von Hans G. Lang vertont.
Trotz seines Engagements für den Nationalsozialismus beantragte Brockmeier erst am 14. Oktober 1939 die Aufnahme in die NSDAP und wurde zum 1. November desselben Jahres aufgenommen (Mitgliedsnummer 7.265.102), 1942 wurde er aus der Partei wegen unbekannten Aufenthalts gestrichen.
Sein Lied „Du Deutschland wirst bleiben“ aus dem gleichnamigen Gedichtband wurde 1942 in die Liederblätter des Luftgaukommandos Westfrankreich aufgenommen.
1942 wurde Brockmeier Referent im Reichsministerium für Volksaufklärung und Propaganda und HJ-Hauptbannführer. Er schrieb verschiedene Texte für die Krakauer Zeitung, das Propagandablatt des Generalgouvernements. 1944 betätigte er sich auch beim Reichsarbeitsdienst.
Verschiedene Gedichte und Werke Brockmeiers wurden in der Zeit des Nationalsozialismus durch namhafte Komponisten vertont, neben Hugo Distler unter anderem durch Helmut Bräutigam, Friedrich Glier, Markus Koch, Karl Michael Komma, Ludwig Kusche, Gerhard Maasz, Karl Marx, Siegfried Reda, Heinrich Spitta, Kurt Thomas, Karl Wittkopp, Gottfried Wolters sowie Cesar Bresgen. 1937 vertonte Wolfgang Fortner Brockmeiers Feierkantate für gemischten Chor und Orchester Von der Kraft der Gemeinschaft zur Zweihundertjahrfeier der Universität Göttingen und brachte sie am 26. Juni 1937 zur Uraufführung.
Brockmeier starb am 2. oder 3. Mai 1945 bei den Kämpfen im Westhavelland im Rang eines Majors und wurde in Ketzin-Zachow beigesetzt.
In der Nachkriegszeit wurden in der Sowjetischen Besatzungszone folgende Schriften Brockmeiers auf die Liste der auszusondernden Literatur gesetzt: Bekenntnis der Jugend. Eine chorische Dichtung f. d. Hitler-Jugend (Reichsjugendführung, Berlin 1935), Ewiges Deutschland (Goten-Verl., Leipzig 1934), Du, Deutschland, wirst bleiben (Kallmeyer, Wolfenbüttel 1941), Ewiges Volk (Strauch, Leipzig 1936) und Volk und Führer (Strauch, Leipzig 1934).

## Werke (Auswahl)
- 1930 Sturm und Beschwörung, Gedichte
- 1934 Ewiges Deutschland, Gedichte
- 1934 Volk und Führer, Sprechchorspiel
- 1935 Bekenntnis der Jugend: Eine chorische Dichtung für die Hitler-Jugend. Hrsg. vom Kulturamt d. Reichsjugendführung
- 1935 Einkehr und Wandlung. Gedichte
- 1936 Ewiges Volk. Spiele der deutschen Jugend
- 1937 Die Ravensburger Fahnenträger. Anekdoten und Erzählungen
- 1937 Sturm und Beschwörung, Zweite vermehrte Auflage
- 1938 Einführung zu Old german Cities
- 1940 Stille Welt, Gedichte
- 1941 Du Deutschland wirst bleiben, Gedichte
- 1942 Wolfram Brockmeier liest Dichtungen und Erzählungen in Generalgouvernement, herausgegeben von der Regierung des Generalgouvernements, Hauptabt. Propaganda, Abt. Kultur, Krakau
- 1943 Du Deutschland wirst bleiben, Stark erweiterte Neuausgabe des Bandes Ewiges Deutschland
- 1944 Kleine Elegie, Manuskriptdruck[14]